# Annectobracon eventus
Annectobracon eventus är en stekelart som beskrevs av Chishti och Donald L.J. Quicke 1995. Annectobracon eventus ingår i släktet Annectobracon och familjen bracksteklar. Inga underarter finns listade i Catalogue of Life.